# Hüselitz
Hüselitz este o comună din landul Saxonia-Anhalt, Germania.